# 그리즐리 맨
그리즐리 맨(Grizzly Man)은 곰 애호가 티머시 트레드웰이 남긴 기록 필름과 그의 삶을 조명한 다큐멘터리 영화이다. 티머시 트레드웰은 그리즐리의 생태를 촬영하기 위하여 알래스카주의 카트마이 국립공원에서 비무장 상태로 텐트를 치고 생활하던 중, 동면 직전에 먹잇감이 부족해진 곰의 습격을 받아 그의 여자친구와 함께 사망했다. 그의 사망 이후 베르너 헤르초크 감독이 그가 남긴 필름과 그의 삶과 죽음에 대해 조명하는 내용을 담아 다큐멘터리 형식으로 제작한 영화이다.

## 출연

### 주연
- 베르너 헤어조크
- 프란크 G. 팰리코
- 애미 휴구에나드
- 티모시 트레드웰